# What Goes On (album The Velvet Underground)
What Goes On è una raccolta in cofanetto di inediti e rarità del gruppo rock statunitense The Velvet Underground. Il cofanetto venne in origine pubblicato nel 1993 dalla casa discografica australiana Raven Records solo per il mercato australiano. In seguito è stato distribuito nel resto del mondo.

## Registrazione e compilazione
Dopo che il catalogo discografico dei Velvet Underground era stato ristampato e ripubblicato in vinile e compact disc, grazie alla crescente popolarità del gruppo presso le nuove generazioni, il prossimo passo era quello di pubblicare un best-of e un box set antologico della band. La Verve Records pubblicò The Best of The Velvet Underground: Words and Music of Lou Reed (1989) e un cofanetto intitolato semplicemente The Velvet Underground (1986) con incluso un bonus disc contenente materiale inedito che in seguito verrà pubblicato separatamente con il titolo Another View.
La casa discografica indipendente Raven Records ricevette il permesso sia dalla Polygram Records che dalla Atlantic Records di compilare un proprio box set per il mercato australiano. Il compilatore Dominic Molumby utilizzò un approccio documentaristico per il progetto, inframezzando brani ufficiali degli album con inediti, rarità e intermezzi parlati. Grazie alle molte rarità, il cofanetto è stato a lungo ricercato sul mercato dell'importazione dai fan dei Velvet Underground.
Nonostante sia stato poi ampiamente sorpassato dal box set Peel Slowly and See pubblicato dalla Polydor Records nel 1995, What Goes On conserva ancora delle rare tracce presenti solo in questa raccolta, come la versione in acetato di Ride into the Sun e due brani dal vivo risalenti al 1969, After Hours e I'm Sticking with You. Per questo motivo è ancora molto ricercato dai collezionisti.

## Tracce
Le tracce segnalate con * sono brani parlati. Tutte le canzoni sono scritte da Lou Reed eccetto dove indicato.
Disc one
1. *Andy Warhol Presents
2. Melody Laughter (frammento live) (Reed, Cale, Morrison, Tucker, Päffgen)
3. Heroin (mono mix)
4. I'm Waiting for the Man (mono mix)
5. Sunday Morning (mono mix) (Reed, Cale)
6. I'll Be Your Mirror (mono mix)
7. Run Run Run (mono mix)
8. All Tomorrow's Parties (mono mix)
9. Venus in Furs (mono mix)
10. Femme Fatale (mono mix)
11. It Was a Pleasure Then (Reed, Cale, Päffgen)
12. *From the Music Factory
13. White Light/White Heat
14. Lady Godiva's Operation
15. I Heard Her Call My Name
16. *Untitled (Index)
17. *EPI Ad

(3–10) da The Velvet Underground & Nico; (11) da Chelsea Girl; (13–15) da White Light/White Heat.
Disc two
1. Sister Ray (Reed, Cale, Morrison, Tucker)
2. Here She Comes Now (Reed, Cale, Morrison)
3. Guess I'm Falling in Love (instrumental version) (Reed, Cale, Morrison, Tucker)
4. Stephanie Says
5. Hey Mr Rain (version two) (Reed, Cale, Morrison, Tucker)
6. Candy Says
7. Some Kinda Love
8. Pale Blue Eyes
9. Beginning to See the Light
10. I'm Set Free
11. The Murder Mystery
12. Foggy Notion (Reed, Morrison, Yule, Tucker, Weiss)
13. I Can't Stand It
14. *Radio Ad

(1–2) da White Light/White Heat; (3, 5) da Another View; (4, 12–13) da VU; (6–11) da The Velvet Underground.
Disc three
1. Ocean
2. One of These Days
3. *Introductions
4. It's Just Too Much (live)
5. Sweet Jane (live)
6. New Age (live)
7. Over You (live)
8. What Goes On (live)
9. After Hours (live)
10. I'm Sticking with You (live)
11. Train Round the Bend
12. Head Held High
13. Who Loves the Sun
14. Rock and Roll
15. Ride into the Sun (acetate transfer) (Reed, Cale, Morrison, Tucker)
16. After Hours (live)
17. *No More Reunions
18. *Thanks, Andy Warhol
19. *I Love The Velvet Underground

(1–2) da VU; (4, 9–10, 15) inedite; (5–8) da 1969: Velvet Underground Live with Lou Reed; (11–14) da Loaded; (16) da Live at Max's Kansas City.

## Musicisti
The Velvet Underground
- John Cale – voce, basso, viola, tastiere, cori
- Sterling Morrison – chitarra, basso, cori
- Lou Reed – voce, chitarra, pianoforte
- Maureen Tucker – percussioni, voce
- Doug Yule – voce, basso, cori

Musicisti aggiuntivi
- Adrian Barber – batteria
- Tommy Castanero – batteria
- Nico – voce
- Billy Yule – batteria

Staff tecnico
- The Velvet Underground – produzione
- Andy Warhol – produzione
- Tom Wilson – produzione
- Geoff Haslam, Shel Kagan e Velvet Underground - produzione
- Gary Kellgren - tecnico del suono
- Brigid Polk – tecnico del suono